# بيتر كينت (مغني)
بيتر كينت (بالألمانية: Peter Kent)‏ (و. 1948  م) هو مغني، ومنتج أسطوانات ألماني، ولد في هيرتن.

## روابط خارجية
- بيتر كينت على موقع ميوزك برينز (الإنجليزية)
- بيتر كينت على موقع ميوزك برينز (الإنجليزية)
- بيتر كينت على موقع أول ميوزيك (الإنجليزية)
- بيتر كينت على موقع ديسكوغز (الإنجليزية)